# Karlovói-medence

A Karlovói-medence (bolgárul: Карловска котловина; Karlovszka kotlovina) Bulgária egyik medencéje. Négy város fekszik itt: Karlovo, Szopot, Kliszura és Banya. Utóbbi város gyógyüdülőjéről nevezetes.

## Jellemzői
Mintegy 37 km hosszú, 11 km széles, tengerszint feletti magassága átlagosan 400 méter. A pliocénban sekély, édesvízű tó volt a helyén, amelynek kristályos alapjára később folyók hordaléka került, ez mintegy 160 m mély réteget alkot. A mocsaras környezet kedvezett a tőzeg, majd a lignit kialakulásának. A pliocén kőzetek fölött mintegy 100 méter vastagon negyedidőszaki homok és kavics található. Legnagyobb folyója a Sztrjama. Éghajlata tavasszal meleg és csapadékos, a tél enyhébb, mint az északi részeken.
A medence híres a rózsakertjeiről, a Kazanlaki-medencével együtt a Rózsák Völgyének (Rozova dolina) is nevezik. Itt minden évben rózsafesztivált rendeznek. A Rózsák Völgyének köszönhetően Bulgária egyike a világ egyik legnagyobb rózsaolaj-termelőinek.